# Wambrook
Wambrook is een civil parish in het bestuurlijke gebied South Somerset, in het Engelse graafschap Somerset met 184 inwoners.

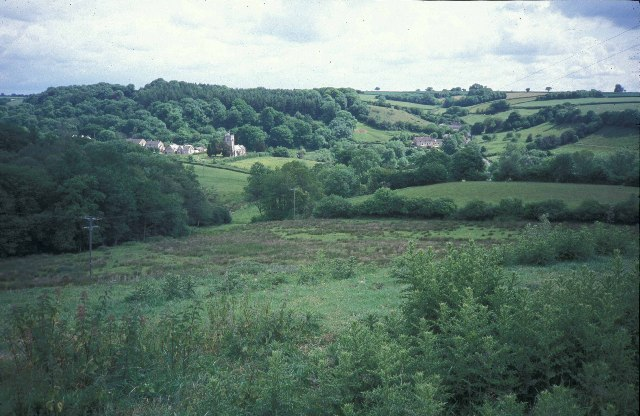
Omgeving van Wambrook